# Wasting Light
Wasting Light es el séptimo álbum de estudio de la banda estadounidense de rock alternativo Foo Fighters. Debido a que el vocalista Dave Grohl quería un disco que capturara la esencia de los primeros trabajos de la banda y que prescindiera de la artificialidad de las grabaciones digitales, la banda grabó en el garaje de Grohl en Encino, California, exclusivamente con equipamiento analógico. Las sesiones fueron supervisadas por el productor Butch Vig, con quien Grohl había trabajado en el álbum Nevermind de Nirvana. Como el equipamiento antiguo no permitía que muchos errores fueran corregidos en la posproducción, la banda pasó tres semanas ensayando las canciones, y Vig tuvo que volver a aprender técnicas de edición ya en desuso. La banda dio un giro hacia un sonido más pesado y crudo, en contraste con los experimentos musicales de sus álbumes anteriores. Además de esto, contó con la participación de Krist Novoselic en la canción I Should Have Known y por primera vez se reunían todos los miembros de Nirvana desde su disolución tras el fallecimiento de Kurt Cobain (incluyendo a Pat Smear, el cual acompañó a la banda en tour durante los últimos seis meses).  La banda documentó las sesiones de grabación para sus fans a través de su sitio web y de Twitter, mientras que la promoción del álbum incluyó el documental Back & Forth y una gira mundial, que consideró conciertos en los garajes de fanes. El lanzamiento de Wasting Light fue precedido por el exitoso sencillo «Rope», que se convirtió en la segunda canción en debutar en el primer lugar de la lista Rock Songs de Billboard, y el subsiguiente «Walk» también logró una alta posición. El álbum fue un éxito comercial, debutando en el número uno en once países, y fue evaluado positivamente por la mayoría de los críticos musicales, quienes elogiaron su producción y composición. En 2012, Wasting Light y sus canciones le otorgaron a Foo Fighters cinco premios Grammy, incluyendo el de mejor álbum de rock.

## Lanzamientos y promociones
La producción de Wasting Light se fue subiendo a la página web de la banda y Twitter, porque, como dijo el productor ejecutivo de RCA Records Aaron Borns: «quería que el grupo fuera más comprometido con los fans a principios de este año». Junto con las fotos de promoción de los componentes y una pizarra y los papeles que mostraron los avances en la grabación, una transmisión en vivo de las grabaciones del álbum serían puestas en el sitio oficial de la banda.
El 21 de diciembre de 2010, el mismo día que se terminó el álbum, la banda tocó en un concierto secreto en el Tarzana, California en el Paladino Bar, en la que cuatro canciones del nuevo disco hizo su concierto debut.
 La gira Wasting Light World Tour se inició en 2011, con la mayoría de los conciertos con el disco se reproduce en su totalidad, junto con otros éxitos de la banda. Dado el álbum fue grabado en un garaje, la banda realizó un concurso para que algunos programas de la gira promocional se realaran en ocho garajes de los fanes.
El 17 de enero de 2011, la banda lanzó un adelanto de 30 segundos de la canción "Bridge Burning" en su página web, y el 1 de febrero, la banda reveló un teaser de "Miss the Misery" junto con el nombre del álbum y el 12 de abril como fecha de lanzamiento.El 12 de febrero, un video musical fue lanzado para "White Limo", con Lemmy de Motörhead.El 23 de febrero de 2011, "Rope" se puso a disposición para la corriente de línea. Debutó en el # 1 en el Rock Chart, convirtiéndose así en el segundo sencillo de hacerlo desde el advenimiento de la tabla en 2009, y más tarde superaría las canciones alternativas carta también. Otra parte de la campaña de promoción era un concurso celebrado por Fuse TV, donde los aficionados han creado sus propios vídeos para las pistas de Luz Wasting.
Después de "Rope", otras tres canciones fueron publicadas como singles: "Walk", "Arlandria" y "These Days". La más exitosa fue "Walk", que también encabezó las listas de rock y alternativa. Cinco canciones del álbum fueron autorizadas para ESPN, y otros dos fueron presentados en las películas de Thor, y en Real Steel.] Además, "Bridge Burning" aparece en el videojuego Madden NFL 12.Madden NFL 12.

## Premios
Wasting Light y sus canciones fueron nominados en la ceremonia de los Premios Grammy, incluyendo Álbum del año. El disco ganó el Mejor álbum de rock mientras que "White Limo" fue elegido como el Best Hard Rock/Metal Performance y "Walk" ganó Mejor actuación rock y Mejor canción de Rock. El álbum fue elegido entre los primeros cuatro 2011 by Kerrang!, y que figuran entre los 50 mejores álbumes del año: 20th por Rolling Stone, 43rd by NME, and 46th by Spin. Fue incluido también por la The Hollywood Reporter entre los mejores álbumes del 2011, y elegido como el álbum del año por iTunes.

## Lista de canciones
| N.º   | Título                                      | Duración |  |
| 1.    | «Bridge Burning»                            | 4:47     |  |
| 2.    | «Rope»                                      | 4:19     |  |
| 3.    | «Dear Rosemary»                             | 4:27     |  |
| 4.    | «White Limo»                                | 3:23     |  |
| 5.    | «Arlandria»                                 | 4:28     |  |
| 6.    | «These Days»                                | 4:59     |  |
| 7.    | «Back & Forth»                              | 3:52     |  |
| 8.    | «A Matter of Time»                          | 4:36     |  |
| 9.    | «Miss the Misery»                           | 4:33     |  |
| 10.   | «I Should Have Known (con Krist Novoselic)» | 4:16     |  |
| 11.   | «Walk»                                      | 4:16     |  |
| 12.   | «Better Off» (bonus track)                  | 4:12     |  |
| 47:56 |                                             |          |  |

| Japanese bonus track |              |          |  |
| N.º                  | Título       | Duración |  |
| 12.                  | «Better Off» | 4:12     |  |

| Deluxe edition |                                   |          |  |
| N.º            | Título                            | Duración |  |
| 12.            | «Rope» (Deadmau5 Remix)           | 5:52     |  |
| 13.            | «Better Off»                      | 4:12     |  |
| 14.            | «White Limo» (Music video)        | 3:35     |  |
| 15.            | «Walk (Live at the Roxy)» (Video) | 4:23     |  |

## Personal
| Foo Fighters - Dave Grohl – vocales, guitarra rítmica; guitarra solista en "White Limo" - Chris Shiflett – guitarra solista, voz secundaria, guitarra rítmica en "White Limo" - Pat Smear – guitarra rítmica y solista - Nate Mendel – bajo - Taylor Hawkins – batería, percusión, vocales Músicos adicionales - Bob Mould – guitarra y voz secundaria en "Dear Rosemary", voz secundaria en "I Should Have Known" - Krist Novoselic – bajo y acordeón en "I Should Have Known" - Rami Jaffee – teclados en "Bridge Burning" y "Rope", mellotrón en "I Should Have Known", órgano en "Walk" - Jessy Greene – violín en "I Should Have Known" - Fee Waybill – voz secundaria en "Miss the Misery" - Butch Vig − percusión en "Back & Forth" - Drew Hester − percusión en "Arlandria" | Producción - Butch Vig – productor musical - Alan Moulder – remezclas - Emily Lazar – remasterización - Joe LaPorta - remasterización - James Brown – ingeniero de sonido |

## Posición en las listas
| Lista (2011)      | Posición |
| ----------------- | -------- |
| Australia         | 1        |
| Austria           | 1        |
| Bélgica (Flandes) | 1        |
| Bélgica (Valonia) | 4        |
| Canadá            | 1        |
| República Checa   | 4        |
| Dinamarca         | 3        |
| Países Bajos      | 2        |
| Finlandia         | 1        |
| Francia           | 18       |
| Alemania          | 1        |
| Grecia            | 6        |
| Irlanda           | 3        |
| Italia            | 4        |
| México            | 52       |
| Nueva Zelanda     | 1        |
| Noruega           | 1        |
| Polonia           | 12       |
| Portugal          | 3        |
| España            | 7        |
| Suecia            | 1        |
| Suiza             | 1        |
| Reino Unido       | 1        |
| US Billboard 200  | 1        |

## Certificaciones
| País           | Certificación |
| -------------- | ------------- |
| Australia      | 2x Platino    |
| Canadá         | Platino       |
| Finlandia      | Oro           |
| Alemania       | Oro           |
| Nueva Zelanda  | 2x Platino    |
| Estados Unidos | Platino       |

## Posición a fin de año
| Lista (2011)   | Posición |
| -------------- | -------- |
| Austria        | 26       |
| Australia      | 8        |
| Canadá         | 35       |
| Alemania       | 30       |
| Nueva Zelanda  | 4        |
| Suiza          | 26       |
| Estados Unidos | 31       |

## Sencillos
| 2011                                  | "Rope"       | 68 | 58 | 1 | 1 | 1 | 55 | 51 | 7  | 41 | 1 | 1 | 31 | —  | 29 | 22 | —  |
| 2011                                  | "Walk"       | 80 | 61 | 1 | 1 | 1 | 57 | 49 | 25 | 49 | 2 | 2 | 58 | 38 | —  | 57 | 1  |
| 2011                                  | "Arlandria"  | —  | —  | — | — | — | —  | —  | —  | —  | — | — | —  | —  | —  | 79 | 1  |
| 2011                                  | "These Days" | —  | 94 | 2 | 5 | 2 | 60 | —  | —  | 67 | 1 | 1 | —  | —  | —  | —  | 39 |
| "—" indica que no ingresó en la lista |              |    |    |   |   |   |    |    |    |    |   |   |    |    |    |    |    |